# Pelkėtos Rašų ežero pakrantės
Pelkėtos Rašų ežero pakrantės este o arie protejată (arie specială de conservare — SAC, sit de importanță comunitară — SCI) din Lituania întinsă pe o suprafață de 75 ha, integral pe uscat.

## Localizare
Centrul sitului Pelkėtos Rašų ežero pakrantės este situat la coordonatele 55°46′20″N 25°44′24″E / 55.7722°N 25.74°E.

## Înființare
Situl Pelkėtos Rašų ežero pakrantės a fost declarat sit de importanță comunitară în februarie 2004 pentru a proteja 1 specie de plante și 1 specie de animale. Situl a fost protejat și ca arie specială de conservare în decembrie 2018.

## Biodiversitate
Situată în ecoregiunea boreală, aria protejată conține 2 habitate naturale: Lacuri eutrofice naturale cu vegetație de tip Magnopotamion sau Hydrocharition, Mlaștini turboase de tranziție și turbării mișcătoare.
La baza desemnării sitului se află mai multe specii protejate:
- plante (1): moșișoare (Liparis loeselii)
- nevertebrate (1): libelule (Leucorrhinia pectoralis)

Pe lângă speciile protejate, pe teritoriul sitului au mai fost identificate 1 specie de plante, 4 specii de păsări.